# پینو آمندولا
پینو آمندولا (ایتالیایی: Pino Ammendola؛ زادهٔ ۱۹۵۱) یک بازیگر اهل ایتالیا است.
از فیلم‌هایی که وی در آن نقش داشته‌است، می‌توان به کالیگولا، بچه‌های خیابان و یک مرد محترم اشاره کرد.